# K’naan
K’Naan (настоящее имя Кейнан Абди Варсаме, англ. Keinan Abdi Warsame; 1 февраля 1978) — сомалийско-канадский поэт, рэпер и музыкант. Обладатель наград Juno, Polaris Music Prize и BBC Radio 3 Award for World Music. Ремикс на его песню «Wavin’ Flag» стал гимном Чемпионата мира по футболу FIFA 2010. В сомалийском языке слово k’naan означает «путешественник».

## Ранние годы
K’Naan родился в столице Сомали — городе Могадишо. Тётя музыканта — одна из самых известных сомалийских певиц — Magool, а его дедушка, Хаджи Мохаммед, был поэтом. Детство музыканта пришлось на начало гражданской войны в Сомали и ему приходилось с трудом выживать на улицах города. В то же время он начал увлекаться хип-хоп-музыкой, записи которой присылал ему иммигрировавший в США отец. Когда K’Naan исполнилось 13 лет, он вместе с матерью, старшим братом Либаном и младшей сестрой Сагал покинул родину, ненадолго присоединившись к родственникам в Гарлеме. Конечной точкой маршрута семьи K’Naan стал город Торонто в провинции Онтарио в Канаде, где располагается крупное канадско-сомалийское сообщество. Родные музыканта до сих пор живут в Онтарио. В новой стране K’Naan начал учить английский язык, в этом ему отчасти помогли песни таких артистов как Nas и Rakim. Несмотря на то, что музыкант не владел английским, он научился читать рэп, копируя стиль исполнения и тексты англоязычных исполнителей исключительно фонетически. Позже он сам занялся сочинительством. K’Naan бросил школу, чтобы путешествовать, развивать свои музыкальные способности и, в конце концов, вернуться обратно в Торонто.

## Музыкальная карьера
В Канаде K’Naan нашёл друга и будущего партнёра в лице промоутера Сола Гайя (англ. Sol Guy). Гай обеспечил музыканту возможность выступить перед Управлением Верховного комиссара Организации Объединённых Наций по делам беженцев в 1999 году. В своём выступлении в стиле spoken word K’Naan раскритиковал ООН за их провальную гуманитарную миссию в Сомали. Один из участников мероприятия, сенегальский певец Юссу Н’Дур, был настолько впечатлён выступлением и смелостью юного музыканта, что пригласил его поучаствовать в записи своего нового альбома «Building Bridges».
Это сотрудничество обернулось для K’Naan возможностью проявить себя на других мероприятиях ООН, а также выступить на Фестивале джаза в Монреале и на фестивале Halifax Pop Explosion. В 2001 году он познакомился с канадским продюсером Джарвисом Чёрчем (англ. Jarvis Church) и записал вместе с ним дебютный альбом «The Dusty Foot Philosopher». Пластинка вышла в 2005 году и получила признание музыкальных критиков. В 2006 году альбом выиграл премию Juno Award в номинации «Рэп-пластинка года» и был номинирован на награду 2006 Polaris Music Prize. Альбом также взял приз премии BBC Radio 3 Award for World Music в категории «Новичок» в 2007 году.
В 2008 году «The Dusty Foot Philosopher» был перевыпущен в ряде стран в виде делюксового издания, дополненного новыми миксами и бонусным DVD-диском. Затем K’Naan отправился в промотур пластинки, одновременно работая над следующим альбомом «Troubadour» — дебютом на новом лейбле A&M/Octone Records. Музыкант сотрудничал с такими артистами, как Нелли Фуртадо, Mos Def, The Roots, Dead Prez и т. д. В 2007 году на лейбле Wrasse Records K’Naan также выпустил сборник песен «The Dusty Foot on the Road», записанных во время мирового турне.
Второй студийный альбом музыканта «Troubadour» вышел 24 февраля 2009 года на лейбле A&M/Octone Records, мировую дистрибуцию пластинки обеспечивала Universal Music Group. Песни музыканта вошли в саундтреки нескольких компьютерных игр. Например, в симуляторе американского футбола Madden NFL 09 использован трек «ABC’s», а в игре FIFA 06 — композиция «Soobax».
Ремикс на сингл K’Naan «Wavin’ Flag», так понравился слушателям что стал неофициальным гимном Чемпионата мира по футболу 2010, который прошёл в Южной Африке. 21 сентября 2009 года музыкант отправился в тур по миру в рамках Международного тура Кубка мира по футболу ФИФА, организованного компанией Coca-Cola и приуроченного к ЧМ-2010. Кампания стартовала в Швейцарии и проходила в общей сложности 150 стран мира, в том числе 13 африканских государств . 21 марта 2010 года K’Naan посетил Москву. В столице России, на Васильевском спуске артист исполнил несколько версий композиции «Wavin’ Flag», а также пообщался с российскими хип-хоп музыкантами и поклонниками. К приезду K’Naan в Москву в «Живом Журнале» был запущен официальный русскоязычный блог артиста, который поддерживают его представители в России. К открытию блога K’Naan записал личное обращение к своим российским фанатам.

## Стиль и влияние
Критики описывают музыку K’Naan как «сплав из наследия Боба Марли, здравомыслящего американского хип-хопа и выдающейся поэзии протеста». Его голос и манеру исполнения сравнивали с Эминемом. Сам же K’Naan характеризует своё творчество как «остросоциальную музыку». В песнях артист рассказывает о сложной ситуации на родине в Сомали и призывает отказаться от насилия и массовых убийств. K’Naan также старается избегать позёрства и клише, присущих гангста-рэпу.pop
Что касается влияний, K’Naan находит вдохновение в традиционной сомалийской музыке. В альбоме «Troubadour» чётко прослеживается влияние эфиопских источников, в частности эфиопских джазменов Alemayehu Eshete и Tilahun Gessesse.

## Совместные проекты
- В 2009 году K’Naan записал две совместные песни с английской рок-группой Keane для их мини-альбома Night Train - "Stop For a Minute" и "Looking Back" - на первую также был снят клип.
- Летом 2009-го K’Naan принимал участие в турне Gratitude Cafe Tour американского певца Джейсона Мраз.
- В 2010-м, во время Зимних олимпийских игр в Ванкувере, 50 канадских музыкантов и артистов во главе с K’Naan`ом собрались в студии звукозаписи Брайана Адамса и записали благотворительную версию песни «Wavin' Flag». В рамках этого проекта, получившего название Young Artists for Haiti, 12 марта 2010 года состоялся интернет-релиз данного трека[22].
- В 2010 году также была выпущена двуязычная версия гимна ЧМ 2010 под названием «Wavin' Flag (Coca Cola Spanish Celebration Mix)». Композиция была исполнена K’Naan в дуэте с испанским поп-певцом Давидом Бисбалем

## Дискография
Студийные альбомы
- 2004: «My Life Is a Movie»
- 2005: «The Dusty Foot Philosopher»
- 2009: «Troubadour»
- 2012: «Country, God or the Girl»

EP
- 2012: «More Beautiful Than Silence»

Концертные альбомы
- 2007: «The Dusty Foot on the Road»